# The King of Limbs
The King of Limbs är den brittiska alternativa rockgruppen Radioheads åttonde studioalbum. Det släpps den 19 februari 2011 för nedladdning både i MP3- och WAV-format, följt av en "tidningsutgåva" i maj 2011. Albumet tillkännagavs den 14 februari 2011, endast fem dagar innan det utannonserade utgivningsdatumet. Efter videon till "Lotus Flower" laddades upp på Youtube, släpptes albumet en dag innan det utannonserade utgivningsdatumet.
"Tidningsutgåvan" kommer bestå av "två 10″ vinylskivor i ett för syftet byggt skivomslag, flera stora ark med illustrationer, 625 små illustrationer och en plastfilm av nedbrytningsbar plast i fullfärg för att hålla allt samman".
Albumtiteln syftar på en ek som växer i Savernakeskogen i Wiltshire som tros vara runt tusen år gammal. Skogen ligger cirka fem kilometer från Tottenham House, ett engelskt country house där Radiohead delvis spelade in In Rainbows. 

## Låtlista
| Nr | Titel              | Längd |
| -- | ------------------ | ----- |
| 1. | Bloom              | 5:15  |
| 2. | Morning Mr. Magpie | 4:41  |
| 3. | Little by Little   | 4:27  |
| 4. | Feral              | 3:13  |
| 5. | Lotus Flower       | 5:01  |
| 6. | Codex              | 4:47  |
| 7. | Give Up the Ghost  | 4:50  |
| 8. | Separator          | 5:20  |